# 269. Infanterie-Division (Wehrmacht)
Die 269. Infanterie-Division (269. ID) war ein Großverband der Wehrmacht, der als Division der 4. Aufstellungswelle am 26. August 1939 aufgestellt wurde.

## Geschichte
Einsatzgebiete:
- Deutschland: Oktober bis Dezember 1939
- Frankreich: Januar bis Juni 1940
- Dänemark: Juli 1940 bis März 1941
- Ostpreußen: April bis Mai 1941
- Kurland: Juni 1941
- Ostfront, Nordabschnitt: Juni 1941 bis November 1942
- Norwegen: Dezember 1942 bis Oktober 1944
- Frankreich: November 1944 bis Januar 1945
- Erzgebirge und Schlesien: Februar bis Mai 1945

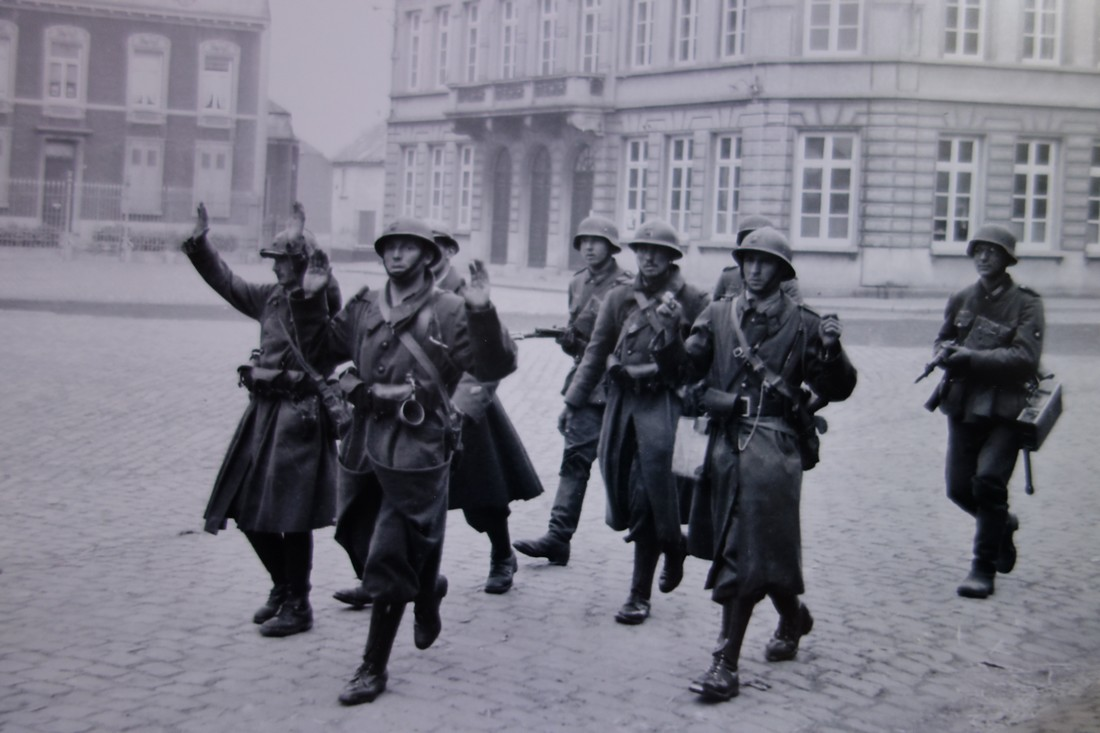
Durch des Infanterie-Regiment 469 gefangengenommene französische Soldaten des 158. régiment d’infanterie, Thulin, 23. Mai 1940.

### Aufstellung
Die 269. ID wurde am 26. August 1939 als Division der 4. Welle im Wehrkreis X in Hamburg aufgestellt.

### Westfeldzug
Nach dem Überfall auf Polen wurde die 269. ID an den Westwall verlegt, um in Belgien und Frankreich zu kämpfen.
1940 wurden die Bataillone III./IR 469, III./IR 489, III./IR 490 und III./AR 269 zur Auffüllung an die 131. Infanterie-Division abgegeben und ersetzt.

### Unternehmen Barbarossa
Im Juni 1941 nahm die 269. ID am Unternehmen Barbarossa, dem Überfall auf die Sowjetunion teil. Sie war der Heeresgruppe Nord unterstellt, kämpfte im Kurland und im Bereich des Ladogasees.
Den Winter 1941/1942 verbrachte die Division an der hart umkämpften Wolchowstellung. Das Grenadier-Regiment 490 musste wegen schwerer Verluste am 2. Dezember 1942 aufgelöst und die Überlebenden auf die anderen Divisionseinheiten verteilt werden.

### Verlegung nach Norwegen
Die Division wurde zur Küstensicherung nach Bergen (Norwegen) verlegt, bis auf die IV. Abteilung / Artillerie-Regiment 269, die an die 69. Infanterie-Division abgestellt wurde und weiterhin Leningrad belagerte.

### Verlegung nach Frankreich
1944 erfolgte eine Verlegung nach Frankreich mit Kämpfen in den Vogesen und bei Colmar gegen vorrückende alliierte Truppen.

### Unternehmen Sonnenwende
Im Januar 1945 nahm ein Regiment der 269. ID zusammen mit der 198. Infanterie-Division und der 106. Panzergrenadier-Brigade „Feldherrnhalle“ aus dem Brückenkopf Elsass am misslungenen Unternehmen Sonnenwende auf Straßburg teil.

### Verlegung an die Oder
Der Rest der 269. ID wurde wieder an der Ostfront eingesetzt und erhielt den Auftrag, bei Ohlau einen Brückenkopf über die Oder zu halten.

### Kapitulation
Gegen Kriegsende befanden sich die nur noch aus einer Kampfgruppe bestehenden Reste der Division im Erzgebirge und gerieten im Mai 1945 bei Breslau in sowjetische Gefangenschaft.

## Personen

### Divisionskommandeure
| Rang                         | Vorname, Nachname   | ab                |
| ---------------------------- | ------------------- | ----------------- |
| Generalmajor/Generalleutnant | Ernst-Eberhard Hell | 26. August 1939   |
| Generalleutnant              | Wolfgang von Plotho | 12. August 1940   |
| Generalleutnant              | Ernst von Leyser    | 1. April 1941     |
| Generalleutnant              | Curt Badinski       | 1. September 1942 |
| Generalleutnant              | Hans Wagner         | 25. November 1943 |

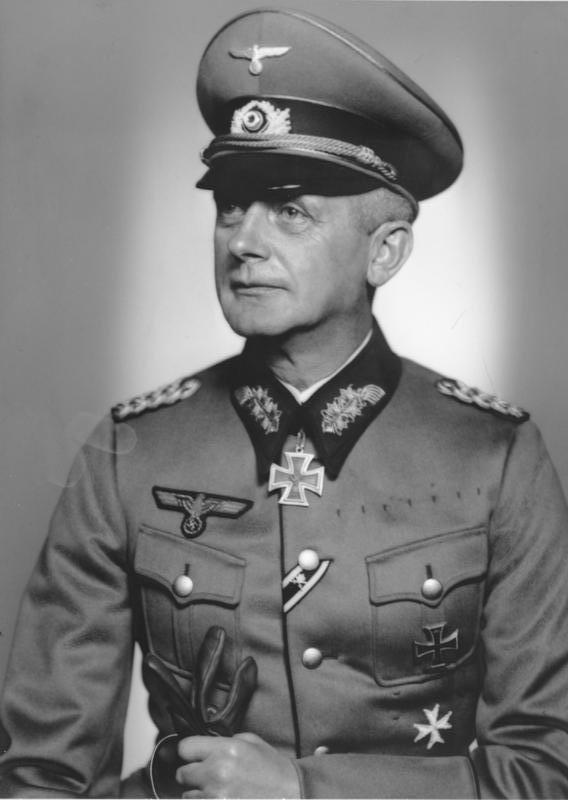
Ernst von Leyser (1941)

- Simon-Casimir Prinz zur Lippe-Biesterfeld (* 24. September 1900 in Potsdam; † 9. Dezember 1980)

Simon-Casimir Prinz zur Lippe war Oberstleutnant und Zweiter Generalstabsoffizier (IIa) der Division in der Zeit von August 1942 bis Februar 1944. Der mit Prinz Bernhard der Niederlande verwandte Prinz zur Lippe geriet 1945 in sowjetische Kriegsgefangenschaft, wurde wegen Spionage zu 25 Jahren Zuchthaus verurteilt und erst auf Druck der holländischen Aristokratie freigelassen.

## Gliederung
- Infanterie-Regiment 469
- Infanterie-Regiment 489
- Infanterie-Regiment 490
- Artillerie-Regiment 269
- Pionier-Bataillon 269
- Feldersatz-Bataillon 269
- Panzerabwehr-Abteilung 269
- Aufklärungs-Abteilung 269

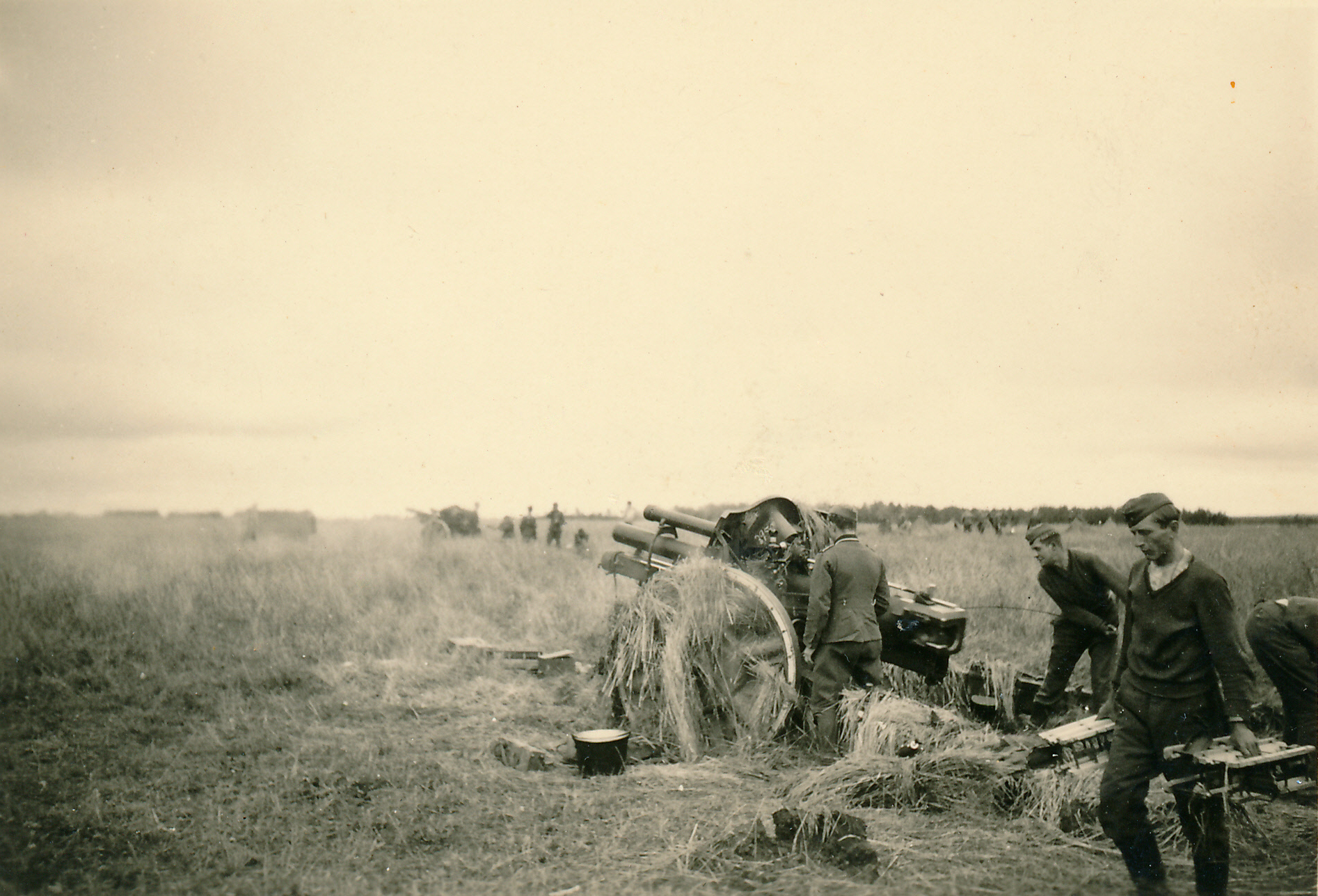
Artilleriestellung im Baltikum 1943

- Infanterie-Divisions-Nachrichten-Abteilung 269
- Infanterie-Divisions-Nachschubführer 269